# Ľubomír Vaic
Ľubomír Vaic (* 6. března 1977, Spišská Nová Ves) je bývalý slovenský hokejový útočník.

## Hráčská kariéra
Ľubomír Vaic začal svou kariéru v klubu TJ ŠKP PS Poprad, za který debutoval ve slovenské extralize v sezóně 1993/94. Po sezoně podepsal smlouvu s ligovým rivalem HC Košice, na dva zápasy byl poslán k prvoligovému celku HK VTJ Spišská Nová Ves. Vaic se s Košicemi stal v sezoně 1995/96 mistři soutěže a následující ročníku vice mistr. V letě 1996 byl vybrán ve vstupním draftu NHL týmem Vancouver Canucks v devátém kole, celkově z 227 místa. Pro ročník 1997/98 odcestoval do Severní Ameriky, 30. října 1997 debutoval v National Hockey League za Vancouver Canucks proti New Jersey Devils. O dva dny později byl opět nasazen na ligový zápas proti Pittsburgh Penguins, v divoké přestřelce s výsledkem 6:7 pro Pittsburgh Penguins, se Vaic podílel svou první brankou a asistencí v lize. V první třetině v čase 8:07 prostřelil amerického brankáře Toma Barrassa a vyrovnal skoré na 2:2. Asistoval mu kanadský útočník Scott Walker. V sezoně celkem naskočil k pěti ligovým zápasů v základní části, bodoval pouze proti Pittsburghu. Většinu sezony strávil na farmě v Syracuse Crunch hrající v American Hockey League.
Na sezónu 1998/99 se Vaic vrátil na rodné Slovensko, kde s HC Košice opět vyhrál ligový titul. Díky tomu dostal další šanci ve Vancouveru, ale opět se mu nepodařilo prosadit se v NHL. V sezoně 1999/2000 odehrál pouze čtyři zápasy, ve kterých zůstal bez bodu nebo trestu. Po zbytek sezóny byl opět na soupisce Syracuse Crunch v AHL. V létě 2000 se utočník poprvé přestěhoval do západní Evropy, kde odehrál jednu sezónu za Eisbären Berlín v nejvyšší německé hokejové lize. I poté zůstal v zahraničí. Následovalo angažmá v HC Vsetín z české extraligy, SaiPa Lappeenranta z finské SM-liigy a Metallurg Magnitogorsk z ruské Superligy.
V letech 2004 až 2008 se Vaic opět vrátil do české extraligy, nejprve hrál tři roky za Bílé Tygry Liberec  a jednu sezónu za HC Sparta Praha . V sezóně 2007/08 se se Spartou dostal do finále turnaje Super six, ve kterém se svým týmem prohrál 2:5 s ruským mistrem a svým bývalým klubem Magnitogorsk. Před sezónou 2008/09 se Vaic po deseti letech v zahraničí vrátil na rodné Slovensko, kde podepsal tříletou smlouvu s HC Slovan Bratislava , za který ve skupinové fázi nově vzniklé Hokejové ligy mistrů vstřelil tři góly ve čtyřech zápasech. V lednu 2011 přijal nabídku od Västerås IK z nižší švédské soutěži HockeyAllsvenskan, za který zaznamenal 18 bodů v 13 zápasech. V červnu 2011 podepsal roční smlouvu s HK Poprad. V následujících letech se několikrát prostřídal mezi kluby HK Poprad a HK Spišská Nová Ves. Kariéru ukončil po sezóně 2016/17.

## Ocenění a úspěchy
- 1995 MEJ C – Nejlepší nahrávač
- 1997 MSJ – Nejlepší nahrávač
- 2006 ČHL/SHL – Utkání hvězd české a slovenské extraligy
- 2006 ČHL – Nejproduktivnější cizinec
- 2010 SHL – Nejlepší nahrávač v playoff
- 2010 SHL – Nejproduktivnější hráč v playoff

## Prvenství

### NHL
- Debut – 30. října 1997 (New Jersey Devils proti Vancouver Canucks)
- První gól – 1. listopadu 1997 (Pittsburgh Penguins proti Vancouver Canucks, americkému brankáři Tom Barrasso)
- První asistence – 1. listopadu 1997 (Pittsburgh Penguins proti Vancouver Canucks)

### ČHL
- Debut – 17. září 2004 (HC Moeller Pardubice proti Bílí Tygři Liberec)
- První gól – 17. září 2004 (HC Moeller Pardubice proti Bílí Tygři Liberec, slovenskému brankáři Jánu Lašákovi)
- První asistence – 3. října 2004 (HC Slavia Praha proti Bílí Tygři Liberec)

## Klubová statistika
| Sezóna       | Klub                    | Soutěž          |                 | Základní část   | Základní část   | Základní část   | Základní část   | Základní část   |                 | Play off        | Play off        | Play off        | Play off        | Play off        |
| Sezóna       | Klub                    | Soutěž          | Z               | G               | A               | B               | TM              | Z               | G               | A               | B               | TM              |                 |                 |
| 1993-94      | TJ ŠKP PS Poprad        | SHL             | 28              | 10              | 6               | 16              | 10              | —               | —               | —               | —               | —               |                 |                 |
| 1994-95      | TJ ŠKP PS Poprad        | SHL             | 20              | 5               | 4               | 9               | 2               | —               | —               | —               | —               | —               |                 |                 |
| 1995-96      | HC Košice               | SHL             | 49              | 7               | 26              | 33              | 16              | —               | —               | —               | —               | —               |                 |                 |
| 1995-96      | HK VTJ Spišská Nová Ves | 1.SHL           | 2               | 0               | 2               | 2               | 4               | —               | —               | —               | —               | —               |                 |                 |
| 1996-97      | HC Košice               | SHL             | 43              | 15              | 12              | 27              | 28              | —               | —               | —               | —               | —               |                 |                 |
| 1997-98      | Vancouver Canucks       | NHL             | 5               | 1               | 1               | 2               | 2               | —               | —               | —               | —               | —               |                 |                 |
| 1997-98      | Syracuse Crunch         | AHL             | 50              | 12              | 15              | 27              | 22              | 3               | 0               | 0               | 0               | 4               |                 |                 |
| 1998-99      | HC VSŽ Košice           | SHL             | 46              | 22              | 25              | 47              | 50              | —               | —               | —               | —               | —               |                 |                 |
| 1999-00      | Vancouver Canucks       | NHL             | 4               | 0               | 0               | 0               | 0               | —               | —               | —               | —               | —               |                 |                 |
| 1999-00      | Syracuse Crunch         | AHL             | 63              | 13              | 29              | 42              | 42              | 4               | 0               | 3               | 3               | 8               |                 |                 |
| 2000-01      | Eisbären Berlín         | DEL             | 26              | 1               | 6               | 7               | 70              | —               | —               | —               | —               | —               |                 |                 |
| 2001-02      | HC Vsetín               | ČHL             | 34              | 10              | 18              | 28              | 28              | —               | —               | —               | —               | —               |                 |                 |
| 2001-02      | SaiPa Lappeenranta      | SM-l            | 22              | 7               | 4               | 11              | 30              | —               | —               | —               | —               | —               |                 |                 |
| 2002-03      | SaiPa Lappeenranta      | SM-l            | 56              | 16              | 23              | 39              | 28              | —               | —               | —               | —               | —               |                 |                 |
| 2003-04      | Metallurg Magnitogorsk  | RSL             | 49              | 12              | 14              | 26              | 24              | 12              | 2               | 3               | 5               | 16              |                 |                 |
| 2004-05      | Bílí Tygři Liberec      | ČHL             | 51              | 13              | 14              | 27              | 62              | 12              | 4               | 5               | 9               | 12              |                 |                 |
| 2005-06      | Bílí Tygři Liberec      | ČHL             | 52              | 20              | 32              | 52              | 101             | 5               | 0               | 4               | 4               | 6               |                 |                 |
| 2006-07      | Bílí Tygři Liberec      | ČHL             | 45              | 9               | 9               | 18              | 48              | 7               | 1               | 1               | 2               | 6               |                 |                 |
| 2007-08      | HC Sparta Praha         | ČHL             | 52              | 10              | 9               | 19              | 69              | 4               | 0               | 0               | 0               | 0               |                 |                 |
| 2008-09      | HC Slovan Bratislava    | SHL             | 55              | 14              | 37              | 51              | 40              | 12              | 2               | 7               | 9               | 16              |                 |                 |
| 2009-10      | HC Slovan Bratislava    | SHL             | 46              | 15              | 39              | 54              | 30              | 15              | 5               | 14              | 19              | 20              |                 |                 |
| 2010-11      | HC Slovan Bratislava    | SHL             | 33              | 11              | 12              | 23              | 43              | —               | —               | —               | —               | —               |                 |                 |
| 2010-11      | Västerås IK             | HAll.           | 12              | 5               | 6               | 11              | 8               | —               | —               | —               | —               | —               |                 |                 |
| 2011-12      | HK AutoFinance Poprad   | SHL             | 54              | 18              | 33              | 51              | 59              | 6               | 1               | 3               | 4               | 6               |                 |                 |
| 2012-13      | HK Spišská Nová Ves     | 1.SHL           | 30              | 20              | 20              | 40              | 40              | —               | —               | —               | —               | —               |                 |                 |
| 2012-13      | HK AutoFinance Poprad   | SHL             | 25              | 7               | 12              | 19              | 37              | 7               | 0               | 2               | 2               | 27              |                 |                 |
| 2013-14      | HK Poprad               | SHL             | 24              | 6               | 6               | 12              | 4               | 5               | 0               | 2               | 2               | 2               |                 |                 |
| 2013-14      | HK Spišská Nová Ves     | 1.SHL           | 1               | 0               | 1               | 1               | 2               | —               | —               | —               | —               | —               |                 |                 |
| 2014-15      | HK Spišská Nová Ves     | 1.SHL           | 42              | 13              | 33              | 46              | 69              | 13              | 6               | 8               | 14              | 10              |                 |                 |
| 2015-16      | Vynechal ročník         | Vynechal ročník | Vynechal ročník | Vynechal ročník | Vynechal ročník | Vynechal ročník | Vynechal ročník | Vynechal ročník | Vynechal ročník | Vynechal ročník | Vynechal ročník | Vynechal ročník | Vynechal ročník | Vynechal ročník |
| 2016-17      | HK Spišská Nová Ves     | 1.SHL           | 43              | 13              | 28              | 41              | 88              | 3               | 1               | 1               | 2               | 2               |                 |                 |
| Celkem v NHL | Celkem v NHL            | Celkem v NHL    | 9               | 1               | 1               | 2               | 2               | —               | —               | —               | —               | —               |                 |                 |
| Celkem v AHL | Celkem v AHL            | Celkem v AHL    | 113             | 25              | 44              | 69              | 64              | 7               | 0               | 3               | 3               | 12              |                 |                 |
| Celkem v ČHL | Celkem v ČHL            | Celkem v ČHL    | 234             | 62              | 82              | 144             | 308             | 28              | 5               | 10              | 15              | 24              |                 |                 |
| Celkem v SHL | Celkem v SHL            | Celkem v SHL    | 423             | 130             | 212             | 342             | 319             | 45              | 8               | 28              | 36              | 71              |                 |                 |

## Reprezentační statistiky
| Rok                       | Tým                       | Soutěž                    | Z  | G  | A  | B  | TM |
| ------------------------- | ------------------------- | ------------------------- | -- | -- | -- | -- | -- |
| 1994                      | Slovensko 18              | MEJ C                     | 6  | 10 | 6  | 16 | 20 |
| 1994                      | Slovensko 20              | MSJ C                     | 4  | 3  | 2  | 5  | 2  |
| 1995                      | Slovensko 18              | MEJ B                     | 5  | 6  | 10 | 16 | 4  |
| 1996                      | Slovensko 20              | MSJ                       | 6  | 2  | 4  | 6  | 25 |
| 1997                      | Slovensko 20              | MSJ                       | 6  | 1  | 7  | 8  | 10 |
| 2000                      | Slovensko                 | MS                        | 9  | 0  | 3  | 3  | 4  |
| 2003                      | Slovensko                 | MS                        | 6  | 0  | 1  | 1  | 0  |
| 2006                      | Slovensko                 | MS                        | 7  | 0  | 0  | 0  | 2  |
| Juniorská kariéra celkově | Juniorská kariéra celkově | Juniorská kariéra celkově | 27 | 22 | 29 | 51 | 61 |
| Seniorská kariéra celkově | Seniorská kariéra celkově | Seniorská kariéra celkově | 22 | 0  | 4  | 4  | 6  |